# Walther Glawe
Walther Carl Erich Glawe (* 18. Juli 1880 in Berlin; † 10. August 1967 in Ranis) war ein deutscher evangelischer Kirchenhistoriker und Hochschullehrer.

## Leben
Walther Glawe stammte aus einer vorpommerschen Handwerkerfamilie. Sein Vater Wilhelm Glawe war Glasermeister in Berlin. Von 1900 bis 1903 studierte er in Berlin Theologie, Philosophie sowie Orientalische Sprachen und wurde 1904 an der Universität Erlangen mit einer Arbeit über Friedrich Schlegel zum Dr. phil. promoviert. Bis 1908 war er Hauslehrer des Bismarck-Enkels Graf Nikolaus von Bismarck-Schönhausen (1896–1940). Am 10. Februar 1909 heiratete er dessen ältere Schwester Hertha Gräfin von Bismarck-Schönhausen (* 10. Mai 1886 in Hanau; † 11. Juni 1954 in Gauting).
Mit seinem Hauptwerk Die Hellenisierung des Christentums erwarb er 1908 den Titel eines Lic. theol. Er habilitierte sich 1909 an der Universität Rostock und wurde hier Privatdozent. 1912 erhielt er den Titel eines apl. Professors. Nach Veröffentlichung seines Hauptwerks 1912 brachte er nur noch einige Kleinschriften heraus. Er erhielt 1914 ein Extraordinariat an der Universität Münster, trat es aber nicht an, weil er sich als kriegsfreiwilliger Feldgeistlicher gemeldet hatte. Außerdem lehrte er an der Landesuniversität Dorpat. Erst 1919 nahm er seine Lehrtätigkeit in Münster auf, wechselte aber 1921 auf eine außerordentliche Professorenstelle in Greifswald.
Er befasste sich hauptsächlich mit dem Verhältnis der christlichen Religion gegenüber anderen Religionen und Weltanschauungen und trat für die Reinigung des Christentums von unchristlichen Zusätzen ein. Seine Arbeiten waren zunehmend durch politisch rechtsgerichtete Tendenzen beeinflusst. 1919 wurde er Mitglied der Orgesch, 1923 trat er in den Stahlhelm, Bund der Frontsoldaten, den Kyffhäuserbund und in die Deutschnationale Volkspartei ein. 1929 wurde seine Ehe geschieden.
Am 4. März 1933 initiierte Glawe die Umbenennung der Greifswalder Universität in Ernst-Moritz-Arndt-Universität. Diesem Antrag wurde stattgegeben. Am 18. Januar 1934 hielt er die Festrede anlässlich einer Gründungsfeier des Dritten Reichs. Durch Eingliederung des Stahlhelms wurde er Scharführer einer SA-Brigade. Am 29. Juni 1937 beantragte er die Aufnahme in die NSDAP und wurde rückwirkend zum 1. Mai desselben Jahres aufgenommen (Mitgliedsnummer 4.404.762). Zwar trat er von dem SA-Posten 1936 zurück, jedoch schloss er sich den Deutschen Christen an, die eine Synthese von christlichem und nationalsozialistischem Gedankengut anstrebten. Er wurde 1946 entlassen, erhielt aber einen Forschungsauftrag zum Thema „Christentum und Sozialismus“ an der Rostocker Universität. Spätestens im Januar 1949 trat er der SED und der Gesellschaft für Deutsch-Sowjetische Freundschaft bei. Daraufhin erhielt er im Sommer 1949 einen Lehrauftrag in Rostock, 1950 auch in Greifswald. Am 1. April 1951 wurde er erneut Professor für Kirchengeschichte in Greifswald. Nach seiner Emeritierung am 31. August 1953 wirkte er noch bis 1959 als Lehrbeauftragter.

## Werke
- Die religionsphilosophischen Ansichten Friedrich Schlegels. Erlangen, Phil. Diss. 1905. 45 S.
- Die Religion Friedrich Schlegels : ein Beitrag zur Geschichte der Romantik. Die religionsphilosophischen Ansichten Friedrich Schlegels. Berlin 1906.
- Für oder wider die neue Moral? Berlin, 1911.
- Die Hellenisierung des Christentums in der Geschichte der Theologie von Luther bis auf die Gegenwart. Berlin 1912.
- Sebastian Francks Unkirchliches Christentum. Leipzig 1912.
- Buddhistische Strömungen der Gegenwart. Berlin-Lichterfelde 1913.
- Die Beziehung des Christentums zum griechischen Heidentum : im Urteil der Vergangenheit und Gegenwart. Berlin-Lichterfelde 1913.
- Des deutschen Geistes Kriegsrüstung : 1813 und 1913. Rostock 1913.
- Vom Zweiten und vom Dritten Reich : Rede, geh. auf der Reichsgründungsfeier der Ernst-Moritz-Arndt-Universität Greifswald am 18. Januar 1934. Greifswald 1934.